# Jacques Botherel
Jacques Botherel, né le 1er décembre 1946 à La Trinité-sur-Mer, est un coureur cycliste français.

## Biographie
En 1965, Jacques Botherel devient champion du monde amateurs sur le circuit de Saint-Sébastien à 19 ans.
En 1972, échappé et en tête de la course en compagnie d'un autre ancien champion du monde amateurs, Jean Jourden, il est victime d'une chute dans la première étape du Critérium du Dauphiné libéré. Jean Jourden abandonnera la compétition à la suite de cette chute.
Une fois sa carrière terminée, il ouvre un magasin bio du côté d'Auray.

## Décoration
- Médaille d'honneur de la jeunesse et des sports (1966)[3]

## Palmarès

### Palmarès amateur
- Amateur
  - 1961-1965 : 67 victoires[4]
- 1965
  -  Champion du monde sur route amateurs
  - 7e étape du Tour du Mexique
  - 3e du championnat de France sur route amateurs
- 1966
  - 3e étape de l'Essor breton
  - 3e du championnat de France militaires sur route
- 1967
  -  Champion de Bretagne sur route
  - 7e étape du Tour de Belgique amateurs
- 1968
  - 3e étape des Quatre Jours de Vic-Fezensac
  - 2ea étape du Ruban granitier breton
  - Une étape du Circuit de la Sarthe (contre-la-montre)
  - 2e du Circuit de la Sarthe
  - 2e du Tour du Loir-et-Cher
- 1969
  - Redon-Redon
  - 2e étape du Ruban granitier breton (contre-la-montre)
  - Tour de l'Yonne :
    - Classement général
    - 1re étape

  - Trois Jours de Penthièvre
  - 3e du Ruban granitier breton
- 1970
  -  Champion de Bretagne sur route
  - Deux Jours de Plédran :
    - Classement général
    - 2e étape

  - 4e étape du Tour de la Manche
  - 3e étape du Tour des Landes
  - 3e étape du Circuit des Trois Provinces
  - Triomphe breton
  - 2e du Circuit des Trois Provinces
  - 3e de Paris-La Ferté-Bernard
  - 3e du Grand Prix de l'Équipe et du CV 19e
  - 3e du Grand Prix des Foires d'Orval
- 1975
  - 3e du Circuit du Morbihan
- 1978
  - 4e étape du Circuit de Bretagne Sud
- 1990
  - 2e du championnat de France des vétérans

### Palmarès professionnel
- 1971
  - 2e du Paris-Camembert
  - 3e de la Route nivernaise
- 1972
  - 2e de la Polymultipliée
  - 3e du Grand Prix d'Isbergues
- 1974
  - 2e du Grand Prix de Plouay
  - 2e du Circuit des genêts verts
  - 3e du Paris-Camembert

## Résultats sur le Tour de France
3 participations 
- 1971 : hors délais (2e étape)
- 1973 : 71e
- 1974 : 86e